# Черненко, Екатерина Семёновна
Черненко, Екатерина Семеновна (16.12.1917—18.05.2006) — учёный-биолог и селекционер, доктор сельскохозяйственных наук, дочь ученика И. В. Мичурина селекционера Семена Федоровича Черненко и жена учёного Валентина Ивановича Будаговского.

## Биография
Екатерина Семеновна Черненко родилась 16 декабря 1917 года на хуторе Воздвижник Глуховского уезда Черниговской губернии в семье садовода. Отец Екатерины Семеновны Семен Федорович Черненко, увлёкшись выведением новых сортов яблонь и груш, с 1902 года переписывался с Иваном Владимировичем Мичуриным. Высоко оценивая талант молодого селекционера, И. В. Мичурин пригласил его переехать в Козлов для совместной работы. 6 февраля 1926 года семья Черненко приехала в Козлов.

## Семья
Отец Екатерина Семеновны был Семён Фёдорович Черненко (1877—1974) — советский селекционер-плодовод. Автор более 60 сортов яблони, 10 сортов груши, часть из них вошли в стандартный сортимент многих областей. Создатель «Яблоневого календаря» — сорта яблони с разными сроками созревания: от летних до позднезимних.
Муж Черненко был Валентин Иванович Будаговский (13 декабря 1910 — 16 ноября 1975) — советский учёный-селекционер, организатор промышленного карликового садоводства в СССР; доктор сельскохозяйственных наук (1953), профессор (1954), лауреат Государственной премии РФ 1994 года (посмертно).
Валентин Иванович и Екатерина Семеновна воспитали двух детей: сына и дочь. Дочь, Наталья Валентиновна (1946 года рождения), окончила биофак МГУ им. М. В. Ломоносова, работает в Институте физиологии растений РАН, автор более 150 научных работ. Сын, Андрей Валентинович (1952 года рождения), доктор технических наук, ведущий научный сотрудник ВНИИ генетики и селекции плодовых растений, автор более 170 научных работ, в том числе нескольких монографий. Брат Валентина Ивановича, Анатолий Иванович (1912—2008), ученый-гидролог, доктор географических наук, заведовал лабораторией физики почвенных вод Института водных проблем РАН.

## Студенческие годы 1934—1939
После окончания девятилетки в 1934 году Екатерина поступила по конкурсу на биологический факультет Московского государственного университета имении М. Н. Покровского (МГУ имени М. В. Ломоносова). В тот год был введён 10-й класс, но Екатерина Семеновна Черненко рискнула сдать экзамены в МГУ. Она поступила на кафедру геоботаники 1934—1939.
На первом курсе в Большой Ботанической аудитории на Моховой лекции по морфологии растений читал Алексей Александрович Уранов. Анатомию растений преподавал профессор А. Н. Строганов. Лекции по зоологии беспозвоночных ввёл Лев Александрович Зенкевич. Выдающийся Сергей Иванович Огнев читал лекции по зоологии позвоночных, а по низшим растениям — известнейший в своей области Лев Иванович Курсанов. Профессор Дмитрий Анатольевич Сабинин — зав. кафедрой физиологии растений читал лекции по данной дисциплине в Большой Ботанической аудитории. Крупнейшие учёные снимались со своих должностей, лишались возможности продолжать исследования. Такая участь постигла и Д. А. Сабинина. Не выдержав гонений, он покончил жизнь самоубийством под Геленджиком, где вынужден был находиться на маленькой опытной станции. Его гибель — невосполнимая потеря для науки. Большое значение имели полевые практики. На первом курсе полевую практику по ботанике вёл доцент Александр Владимирович Кожевников. На втором курсе полевой практикой по ботанике руководила доцент Татьяна Борисовна Вернандер.
На третьем курсе происходил выбор кафедры. На кафедре геоботаники оказалось 7 человек. Заведовал кафедрой профессор Василий Васильевич Алехин — глава московских геоботаников, учёный с огромным авторитетом и широчайшей эрудицией. Практические занятия по систематике растений вёл доцент Павел Александрович Смирнов. Состав кафедры геоботаники был сильным. Генриэтта Исааковна Дохман, Николай Яковлевич Кац и старший лаборант Нина Леонидовна Соколова обладала глубокими знаниями ботаники.
На четвёртом курсе — профессор Василий Васильевич Алехин. Дипломная практика на 4 курсе по своему влиянию была необыкновенной. Она заложила в Е. С. Черненко основы исследователя. Выбор кафедры геоботаники во многом определился страстной тягой к путешествиям. Зав. кафедрой В. В. Алехин послал на дипломную практику в Курский заповедник.
Дипломная работа Е. С. Черненко была посвящена изучению динамики роста некоторых степных видов растений. На конкурсе молодых учёных она заняла первое место и было вынесено решение её опубликовать. К сожалению, по неизвестным причинам, этого не произошло.
Поступила в аспирантуру на кафедре селекции Плодоовощного института им. И. В. Мичурина (в настоящее время Мичуринский государственный аграрный университет). 19 октября 1941 г. по решению правительства Плодоовощной институт имени Мичурина эвакуировали на Алтай в г. Ойрот-Тура. После возвращения в Мичуринск Е. С. Черненко защитила кандидатскую диссертацию 27 декабря 1946 года в Плодоовощном институте имени Мичурина на тему: «Изменение возрастных признаков у сортов различной скороспелости». Ей присудили учёную степень кандидата биологических наук. Официальными оппонентами были профессор Владимир Федорович Раздорский и доцент Ипатьев Александр Николаевич.

## Работа вМГПИ
По приглашению руководства Мичуринского государственного учительского института 1 сентября 1949 года кандидат биологических наук Екатерина Семеновна Черненко приступила к исполнению обязанностей заведующей кафедрой естествознания. Кафедра в то время объединяла ботаников, зоологов, химиков и была единственной на одноимённом факультете. Вскоре этот институт был преобразован в педагогический (МГПИ) и Е. С. Черненко долгие годы продолжала заведовать кафедрой ботаники. Под руководством молодой заведующей была организованна первая в институте Агробиостанция, которая располагалась на территории, занимаемой в настоящее время кинотеатром «Космос», позже была перенесена на другой участок, рядом с основным питомником имени И. В. Мичурина, где и располагается сейчас. Многотрудный перенос выпал на долю молодой заведующей. На берегу реки Лесной Воронеж первокурсниками — членами Мичуринского студенческого кружка — 7 мая 1954 года были посажены первые яблони сорта «Грушевка московская». Делу подготовки студентов — биологов, разбирающихся в плодоводстве, Екатерина Семеновна уделяла самое пристальное внимание. Многие из выпускников Мичуринского государственного педагогического института, кто впоследствии поступил в аспирантуру и работал в Центральной генетической лаборатории им. И. В. Мичурина, знакомились с основами плодоводства и селекции в студенческом Мичуринском кружке под руководством Е. С. Черненко.
27 апреля 1971 года Екатерина Семеновна Черненко защитила докторскую диссертацию на тему: «Онтогенетические особенности яблонь корневого и стеблевого происхождения» на степень доктора сельскохозяйственных наук в Ленинградском сельскохозяйственном институте.
В Мичуринском педагогическом институте работала беспрерывно 57 лет: читала лекции по ботанике, вела полевую практику, руководила курсовыми и дипломными работами. В течение многих лет была председателем Государственной экзаменационной комиссии. С членами кафедры ботаники организовала две агробиостанции (1949 г. и 1954 г.), где проводила научно-исследовательскую работу и полевую практику со студентами.
Тамбовская областная Дума приняла решение награждать лучших студентов почётными стипендиями имени учёных, прославивших Тамбовщину. Три дипломницы Е. С. Черненко удостоены таких стипендий: одна — стипендии имени И. В. Мичурина (Свистунова Е. А., 2002 г.) и три стипендии имени В. И. Будаговского (Стребкова Е. В.,2003 г., Мягких О. Ю., 2004 г. и Туровцев А. С., 2005). Как научному руководителю вручено четыре благодарственных письма Администрации Тамбовской области.
Читала лекции в разных коллективах по линии Общества знаний. Избиралась членом горсовета г. Мичуринска. Возглавляла в городе много лет работу по сбору средств в Фонд мира. Была членом областного комитета защиты мира. Выступала официальным оппонентом по защите докторских и кандидатских диссертаций.

## Награды
- 1967 г., 1980 г. — Почётные грамоты Министерства Просвещения.
- 1972 г. — Нагрудный знак «За отличные успехи в работе в области высшего образования СССР».
- 1999 г. — Почётная грамота Тамбовской областной Думы — За многолетний добросовестный труд, большой личный вклад в дело подготовки педагогических кадров.
- 2002 г. — Почётная грамота Тамбовской областной Думы — За многолетний добросовестный труд, большой личный вклад в дело подготовки квалифицированных специалистов для системы образования области.
- 2002 г. — Почётная грамота Мичуринского государственного института — За большой личный вклад в дело подготовки квалифицированных специалистов.
- 2002 г., 2003 г., 2004., 2005 г. — Благодарственные письма администрации Тамбовской области — За высокий уровень теоретической и практической подготовки стипендиатов областной именной стипендии.
- 2003 г. — Лауреат премии имении Василия Кубанева — За многолетнюю плодотворную научно-публицистическую деятельность на страницах газеты «Мичуринская правда».
- 2003 г. — Благодарственное письмо — За плодотворное сотрудничество с газетой «Наше слово».
- 2004 г. — Почётный гражданин города Мичуринска.
- 2005 г. — Грамота — «Люди года».

## Книги
- Черненко Е. С. Жизнь в саду. — М.: Детгиз, 1966. — 187 с.
- Черненко Е. С. Опытная работа с плодовыми растениями на пришкольном участке. — Тамбов: 1987. — 98 с.
- Черненко Е. С. Школьный сад. — М.:Просвещение, 1993. — 192 с.
- Черненко Е. С. Сады Будаговского. — Мичуринск: 2005. — 480 с.
- Черненко Е. С. Из истории отечественной педагогики. — Мичуринск: 2005. — 70 с.
- Черненко Е. С. Воспоминания о В. И. Будаговском. — Мичуринск: Мичуринский государственный университет, — 2001. — 140 с.